# Église Saint-Jean-Baptiste de Lunac
L'église Saint-Jean-Baptiste de Lunac est une église située à Lunac, en France.

## Localisation
L'église est située sur la commune de Lunac, dans le département français de l'Aveyron.

## Historique
L'édifice est inscrit au titre des monuments historiques en 1937.